# Aeroflot-Flug 928
Auf dem Aeroflot-Flug 928 (Flugnummer: SU928) ereignete sich am 28. Januar 1984 bei Ischewsk ein schwerer Flugunfall. Die Piloten einer Antonow An-24RW der Aeroflot, mit der ein inländischer Linienflug von Kuibyschew nach Ischewsk durchgeführt werden sollte, verloren im Endanflug die Kontrolle über die Maschine, die daraufhin zu Boden stürzte. Bei dem Unfall kamen vier der 53 Personen an Bord der Maschine ums Leben.

## Flugzeug
Das Flugzeug war eine 1975 gebaute Antonow An-24RW mit der Werknummer 57310401 und der Modellseriennummer 104-01. Die Maschine wurde nach ihrer Endmontage an die Aeroflot ausgeliefert und erhielt in diesem Zuge das sowjetische Luftfahrzeugkennzeichen СССР-47310. Das zweimotorige Kurzstrecken-Passagierflugzeug war mit zwei Turboprop-Triebwerken des Typs Iwtschenko AI-24WT ausgestattet. Zum Zeitpunkt des Unfalls hatte die Maschine eine kumulierte Gesamtbetriebsleistung von 17.032 Betriebsstunden, auf die 11.166 Starts und Landungen entfielen.

## Besatzung und Passagiere
Den inländischen Linienflug von Kuibyschew nach Ischewsk hatten 49 Passagiere angetreten. Es befand sich eine vierköpfige Besatzung an Bord.

## Unfallhergang
Um 18:17 Uhr meldete die Besatzung dem Anfluglotsen am Flughafen Ischewsk eine Höhe von 4.500 m und eine Entfernung von 100 km. Der Lotse genehmigte den Sinkflug auf 1.800 m.
Als sich die Maschine im Sinkflug für den Anflug auf Ischewsk befand, versagte die Steuerung der Höhenruder. Nach dem Ausschalten des Autopiloten stellte die Besatzung fest, dass sich das Steuerrad frei in der Neigung bewegen konnte, worauf das Flugzeug nicht reagierte. Um 18:21 Uhr meldete der Flugkapitän dem Lotsen den Ausfall der Höhenrudersteuerung. Nach wiederholten Funktionstests meldeten die Piloten um 18:22 Uhr, dass das Flugzeug nicht auf die Bewegung der Steuersäule reagierte und sie die Maschine mithilfe der Höhenrudertrimmung landen würden. Es wurde ein erster Anflug mit einer Fluggeschwindigkeit von 270 km/h und auf 15 Grad ausgefahrenen Auftriebshilfen versucht. Die Piloten führten einen Fehlanflug durch, nachdem die Maschine in dieser Konfiguration während des Anfluges nach oben nickte. Der zweite Anflug wurde bei einer Geschwindigkeit von 250 km/h ausgeführt, wobei die Auftriebshilfen auf 15° und die Höhenrudertrimmung auf +15° ausgefahren waren. Die Maschine überflog die Landebahnschwelle in einer Höhe von 12 Metern und mit einer Sinkgeschwindigkeit von vier Metern pro Sekunde. Die Antonow rollte erst nach links und dann nach rechts, woraufhin die rechte Tragfläche den Boden streifte. Bei einer Geschwindigkeit von 180 km/h machte die Maschine einen Ringelpiez. Die Maschine stürzte aus einer Höhe von 3 bis 5 Metern zu Boden und kollidierte nahe der Landebahn mit dem Boden. Der Erste Offizier und drei Passagiere wurden getötet, weitere 49 Insassen wurden verletzt, davon einige schwer.

## Unfalluntersuchung
Die Unfalluntersuchung ergab, dass eine Mutter der Höhenrudersteuerung durch Nachlässigkeiten bei den vorangegangenen Wartungsarbeiten nicht korrekt befestigt worden war. Im Betrieb habe sich die Mutter gelockert, bis die Höhenrudersteuerung Tage später versagte.